# Allersma
Allersma is een streekje in de gemeente Westerkwartier van de Nederlandse provincie Groningen. Het streekje ligt aan de Allersmaweg tussen Ezinge en Aduarderzijl en bestaat uit een aantal huizen en boerderijen en de Allersmaborg, waarnaar het streekje vernoemd is.